# Tekeújfalu község
Tekeújfalu község (románul: Comuna Lunca) község Maros megyében, Romániában. Központja Tekeújfalu, beosztott falvai Mezőbanyica, Mezőharasztos, Mezőszentandrás, Szászludvég.

## Népessége
A 2011-es népszámlálás adatai alapján a község népessége 2625 fő volt.